# William Wallace Denslow

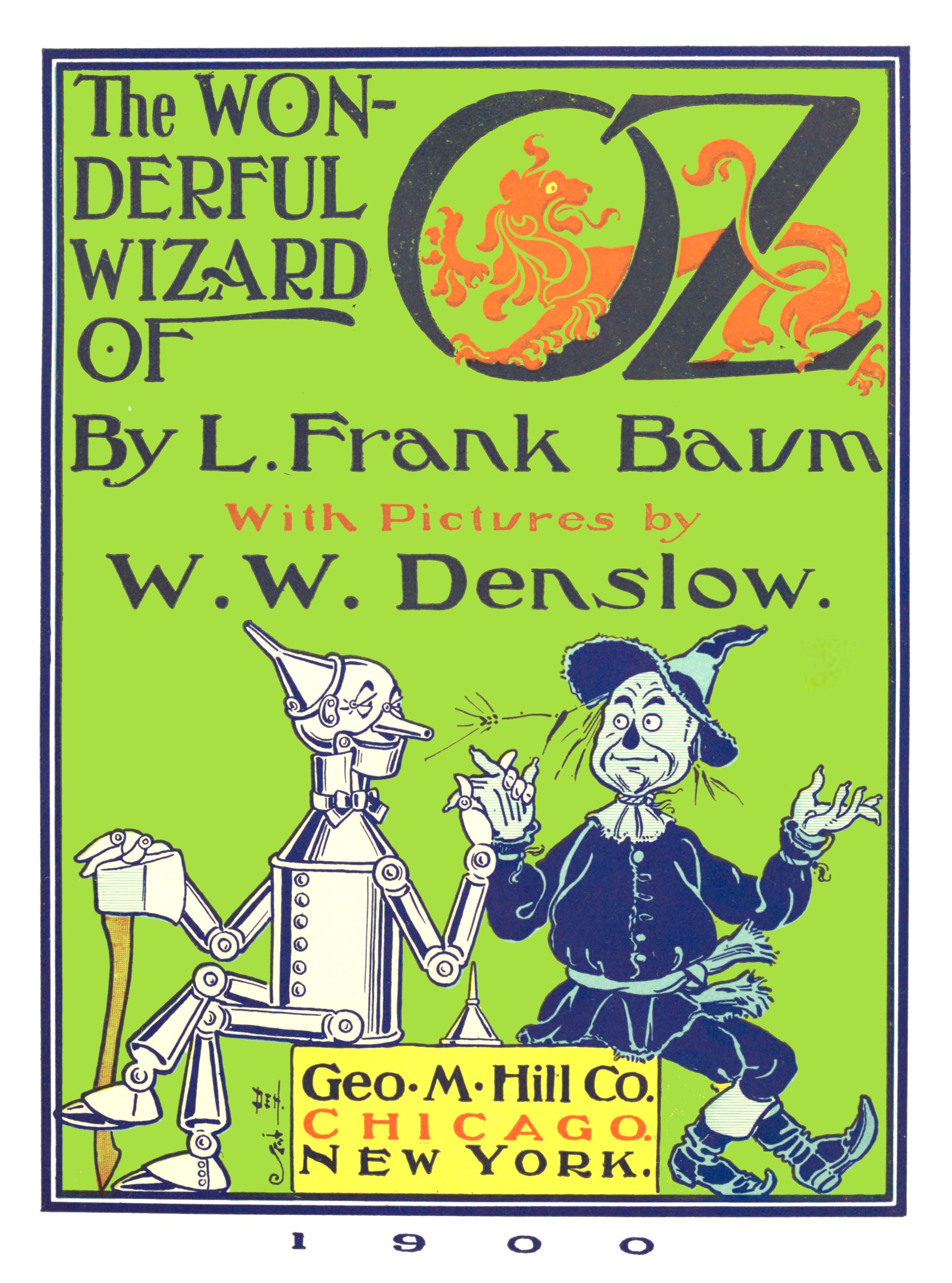
Första utgåvan av The Wonderful Wizard of Oz.

William Wallace Denslow, född 5 maj 1856, död 27 maj 1915, vanligen benämnd W. W. Denslow, var en amerikansk illustratör och karikatyrtecknare uppmärksammad för sitt samarbete med författaren L. Frank Baum och särskilt för illustrationerna av boken Trollkarlen från Oz.